# Castrul roman de la Războieni-Cetate
Castrul roman de la Războieni-Cetate, aflat pe dealul de lângă localitate, a aparținut unei unități de cavalerie, numită „Ala I Batavorum Milliaria”. De asemenea, în castru au staționat, după cum indică materialul tegular, vexilații din Legiunea a XIII-a Gemina și Legiunea a V-a Macedonica. Cercetări arheologice sistematice s-au desfășurat între 1995–2000.
Castrul este înscris pe lista monumentelor istorice din județul Alba elaborată de Ministerul Culturii și Patrimoniului Național din România în anul 2010.
Situl arheologic Războieni-Cetate, aflat la 200 m vest de fosturile grajduri CAP, este înscris în Repertoriul Arheologic Național sub codul RAN 1856.01.